# Guido Agosti
Guido Agosti (11. august 1901 – 2. juni 1989) var en italiensk pianist og klaverlærer.
Agosti blev født i Forlì i 1901. Han studerede klaver hos Ferruccio Busoni, Bruno Mugellini og Filippo Ivaldi og fik sit diplom i en alder af 13. Han studerede kontrapunkt hos Benvenuti og litteratur på Università di Bologna. Han påbegyndte sin professionelle karriere som pianist i 1921. Selvom han aldrig helt stoppede med at give koncerter, gjorde nerver det svært for ham at optræde på scenen, og han koncentrerede sig om at undervise. Han underviste i klaver ved Venedig Konservatorium og ved Accademia Nazionale di Santa Cecilia i Rom. I 1947 blev han professor i klaver ved Accademia Musicale Chigiana. Han underviste også ved Hochschule für Musik Franz Liszt Weimar og på Sibelius-akademiet i Helsinki.
Han lavede ikke ret mange indspilninger; hans indspilninger af Debussys præludier var højt værdsat. Han indspillede også værker af Modest Mussorgskij og Leoš Janáček. Hans klavertransskription af Stravinskijs Ildfuglen er også i repetoiret. Agosti lavede også en udgave af Beethovens 32 variationer i c-mol.
Han spillede kammermusik med fløjtenisten Severino Gazzelloni og cellisten Enrico Mainardi og med Quartetto di Roma.
Ernest Blochs klaversonate blev skrevet til Agosti.
Guido Agosti døde i Milano i juni 1989.